# Opočno (Hradec Králové)
Opočno (Hradec Králové) é uma cidade checa localizada na região de Hradec Králové, distrito de Rychnov nad Kněžnou.